# Manes Kartagener
Manes Kartagener (ur. 7 stycznia 1897 w Przemyślu, zm. 5 sierpnia 1975 w Zurychu) – szwajcarski lekarz, internista. 

## Życiorys
Pochodził z rodziny żydowskiej. Jego ojcem był Lazar Kartagener, właściciel fabryki i rabin; matką Cluva Guth, córka rabina Manesa Gutha z Przemyśla. Kartagener uczył się w gimnazjum w Przemyślu, znajdującym się wówczas pod zaborem austriackim, potem kontynuował naukę we Lwowie, i ukończył szkołę w 1915. Był uczony Tory i Talmudu, i początkowo planował zostać rabinem. W 1916 wyemigrował do Szwajcarii i rozpoczął jednak studia medyczne, które ukończył w 1924. Jako student cierpiał na brak funduszy i zarabiał udzielając korepetycji. Praktykował w Zurychu i Bazylei, ostatecznie podjął pracę w Poliklinice przy Uniwersytecie w Zurychu. Blisko zaprzyjaźnił się z profesorem Wilhelmem Löfflerem, z którym dzielił wiele naukowych zainteresowań. W 1928 na podstawie pracy o gruczole tarczowym otrzymał tytuł doktora medycyny, a w 1935 przedstawił pracę o etiologii rozstrzeni oskrzeli, w której opisał zespół znany dziś jako zespół Kartagenera. W 1937 roku rozpoczął prywatną praktykę. Tytuł profesora otrzymał w 1950. Żoną Manesa Kartagenera była Róża Intrator. Jego siostra Minda była żoną Yeshayahu Sonne, druga siostra, lekarka Machla Chaja, wyszła za pisarza Yitzchaka Manna. Zmarł w 1975 roku w Zurychu.

## Wybrane prace
- Das chronische Lungenilfiltrat mit Bluteosinophilie. Schweizerische medizinische Wochenschrift, 72: 862-864, 1942
- Kartagener M, Ramel F. Über Eine Tödliche Trypaflavinvergiftung Unter dem Bilde der Nekrotisierenden Nephrose, 1932
- Löffler W, Kartagener M. Die Wasserstoffionenkonzentration der Faeces und Ihre Bedeutung Für den Säure-basenhaushalt, 1931
- Kartagener M. Erg. inn. Med.40, 262, 1931
- Zur Pathogenese der Bronchiektasien, 1933
- Kasuistischer Beitrag zur Frage der Extrarenalen Azotämie, 1933